# Citroën C4 (2004)
La Citroën C4 (spesso identificata come C4 I o C4 Mk1) di prima generazione è un'autovettura di segmento C prodotta della casa automobilistica francese Citroën dal 2004 al 2010.

## Storia e profilo

### Debutto

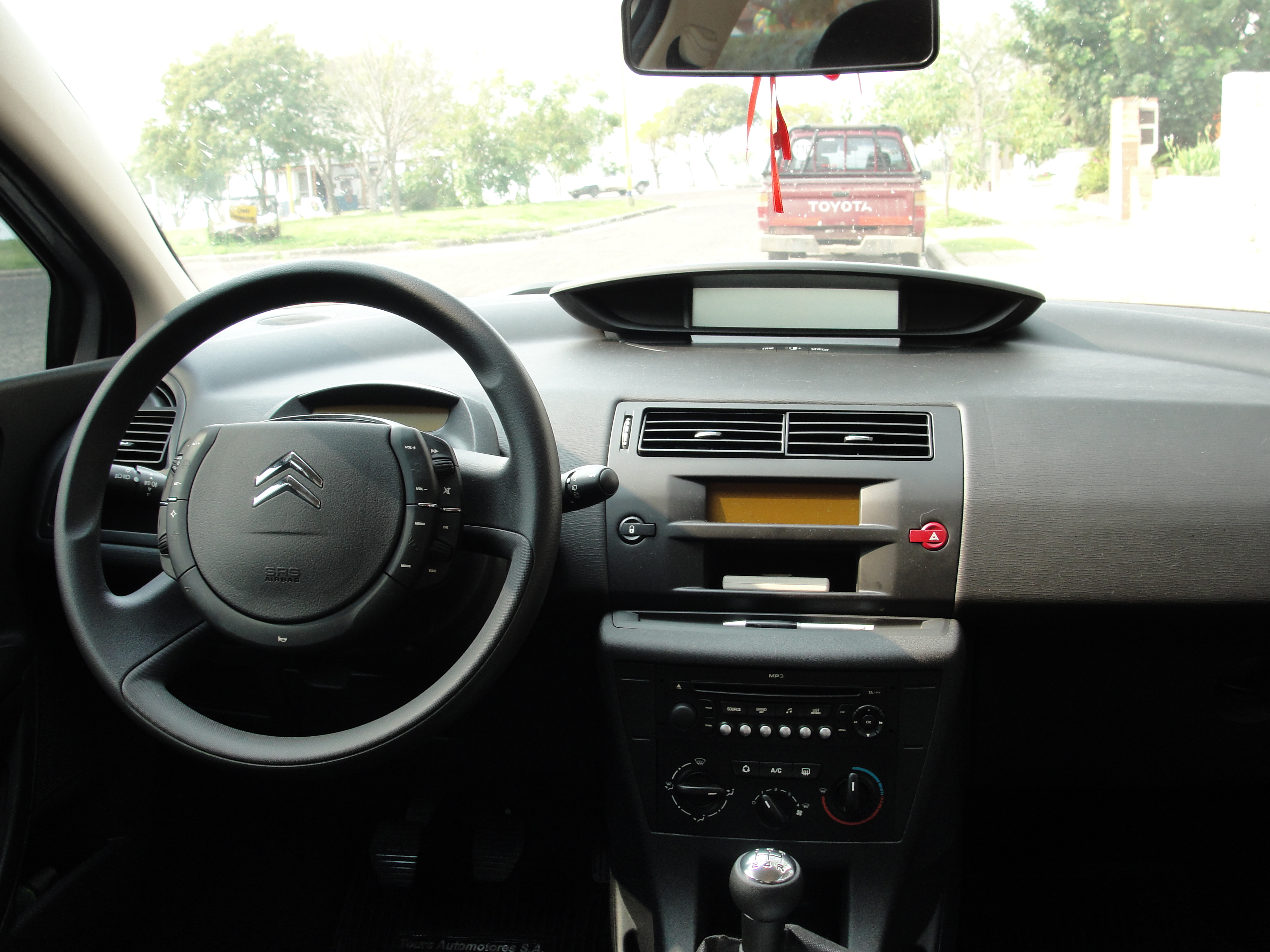
Interni

Per far fronte a questa difficile fetta di mercato, la Citroën si impegnò notevolmente per la realizzazione di un nuovo modello che catturasse l'interesse di una larga fetta di clientela: al Salone dell'automobile di Ginevra del 2004 fu presentata la C4 Sport, una concept car dalle linee definitive, realizzata con carrozzeria coupé e che prefigurava tra l'altro anche la volontà della Casa francese di impiegarla nelle competizioni. La vettura definitiva fu invece presentata al Salone di Parigi, sia come coupé, sia anche come berlina a due volumi e 5 porte.

### Estetica
Disegnata da un'équipe composta da Donato Coco e Jean Pierre Ploué, la C4 fu indicata dalla stampa come l'auto che segnava un netto ritorno della Casa francese a uno stile fuori dal coro.
Realizzata sulla base del pianale della cugina, la Peugeot 307, la C4 fu resa disponibile subito in due varianti di carrozzeria: berlina a 5 porte e coupé hatchback a tre porte.
La parte anteriore era comune a entrambe le versioni, con la calandra formata praticamente dai prolungamenti dello stemma centrale. La parte più caratterizzante era invece la zona del padiglione: la berlina era molto più arrotondata e dolce nelle forme, a tal punto da poter vantare un Cx di appena 0.28 (ottimo per gli standard dell'epoca), mentre la coupé era decisamente spigolosa, con un lunotto diviso in due parti e delimitato lateralmente dai fari posteriori. Proprio il lunotto della versione coupé era un elemento decisamente anticonformista, che ricordava quello delle vecchie Honda CRX d'inizio anni novanta e quello delle ultime Mazda 323 a tre porte, non commercializzate in Italia.
Nella plancia dominava la scena il grande display, posto in alto al centro della plancia stessa, che fungeva da tachimetro digitale e che forniva inoltre, sempre in formato digitale, le consuete funzioni di contachilometri, temperatura olio e livello carburante. Il contagiri, invece, era posto in posizione canonica, dietro il volante. Quest'ultimo, di tipo multifunzione, era caratterizzato dall'avere il mozzo fisso. L'abitacolo era fornito di numerosi vani portaoggetti e il vano bagagli era regolare nella forma, con una capacità di 352 litri, che arrivavano a 1.200 abbattendo lo schienale posteriore. La soglia di carico era però abbastanza alta, penalizzando così i carichi di oggetti pesanti. Infine, i vetri laterali erano stratificati e gli specchietti esterni avevano una carenatura appositamente studiata per evitare fruscii aerodinamici e migliorare il comfort interno.

### Meccanica
La C4 era disponibile al debutto con una gamma di motorizzazioni differente, anche se di poco, a seconda che si tratti della berlina o della coupé. Nel primo caso le motorizzazioni sono le seguenti:
- 1360 cm³ a benzina (ET3) da 88 CV e 182 km/h di velocità massima;
- 1587 cm³ a benzina (TU5) da 109 CV e 194 km/h di velocità massima;
- 1598 cm³ (Prince) da 150 CV e 212 km/h di velocità massima;
- 1997 cm³ a benzina (EW10) da 136 o 140 CV e 206 km/h di velocità massima;
- 1560 cm³ turbodiesel common rail (DV6) da 90 CV e 180 km/h di velocità massima;
- 1560 cm³ turbodiesel common rail (DV6) da 109 CV e 192 km/h di velocità massima;
- 1997 cm³ turbodiesel common rail (DW10) da 136 CV e 207 km/h di velocità massima.

Per quanto riguarda la versione coupé, invece, era disponibile anche una versione più potente, dotata di un 2 litri a benzina aspirato da 177 CV (sempre della famiglia EW). Tutti i motori erano con distribuzione a 4 valvole per cilindro.
La trasmissione avveniva tramite cambio manuale a 5 marce, tranne la C4 2.0 HDi, equipaggiata con un cambio manuale a 6 marce. Sono esistite però alcune versioni (1.6 e 2.0 berlina e 1.6 coupé) fornibili con il cambio automatico a 4 rapporti. In particolare, la 2.0 da 140 CV montava l'automatico (tale motorizzazione era prevista tra l'altro solo per la berlina), mentre la 2 litri da 136 CV ne montava uno manuale. Per quanto riguarda l'inquinamento, tutte le versioni a gasolio tranne il 1.6 da 90 CV erano dotate di filtro antiparticolato.
La C4 rompeva con il passato anche su altri fronti, in particolare avendo eliminato la soluzione del retrotreno autodirezionale, utilizzato fino a quel momento su Xsara e ZX. Lo schema delle sospensioni era decisamente classico, e prevedeva il consueto avantreno di tipo MacPherson con molle elicoidali, mentre il retrotreno era a ruote interconnesse, con traversa deformabile e barre di torsione.

L'impianto frenante prevede dischi autoventilati anteriormente e dischi pieni posteriormente, con ABS ed ESP (non di serie nelle versioni con allestimento di base). Lo sterzo era a cremagliera, con servosterzo di tipo elettroidraulico.

### Allestimenti e dotazioni
Al suo debutto, la C4 prima serie era disponibile in quattro livelli di allestimento:
- Classique (sia per berlina che per coupé), livello di base previsto per i motori 1.4 e 1.6 a benzina, oltre che per il 1.6 HDi in entrambi i livelli di potenza;
- VTR (sia per berlina che per coupé), allestimento previsto invece per i motori 1.6 e 2.0 a benzina (quest'ultima con cambio manuale) e per il 1.6 HDi da 109 CV e il 2.0 HDi;
- Elegance (solo berlina), livello di allestimento previsto per il 1.6 a benzina e per i tre motori a gasolio;
- Exclusive (solo per la berlina): livello previsto per i motori 2.0 a benzina con cambio automatico e per i motori 1.6 HDi da 109 CV e 2.0 HDi;
- VTS, livello di punta sportiveggiante, previsto unicamente per la C4 Coupé e in particolare per il motore 2.0 da 177 CV e il 2.0 HDi.

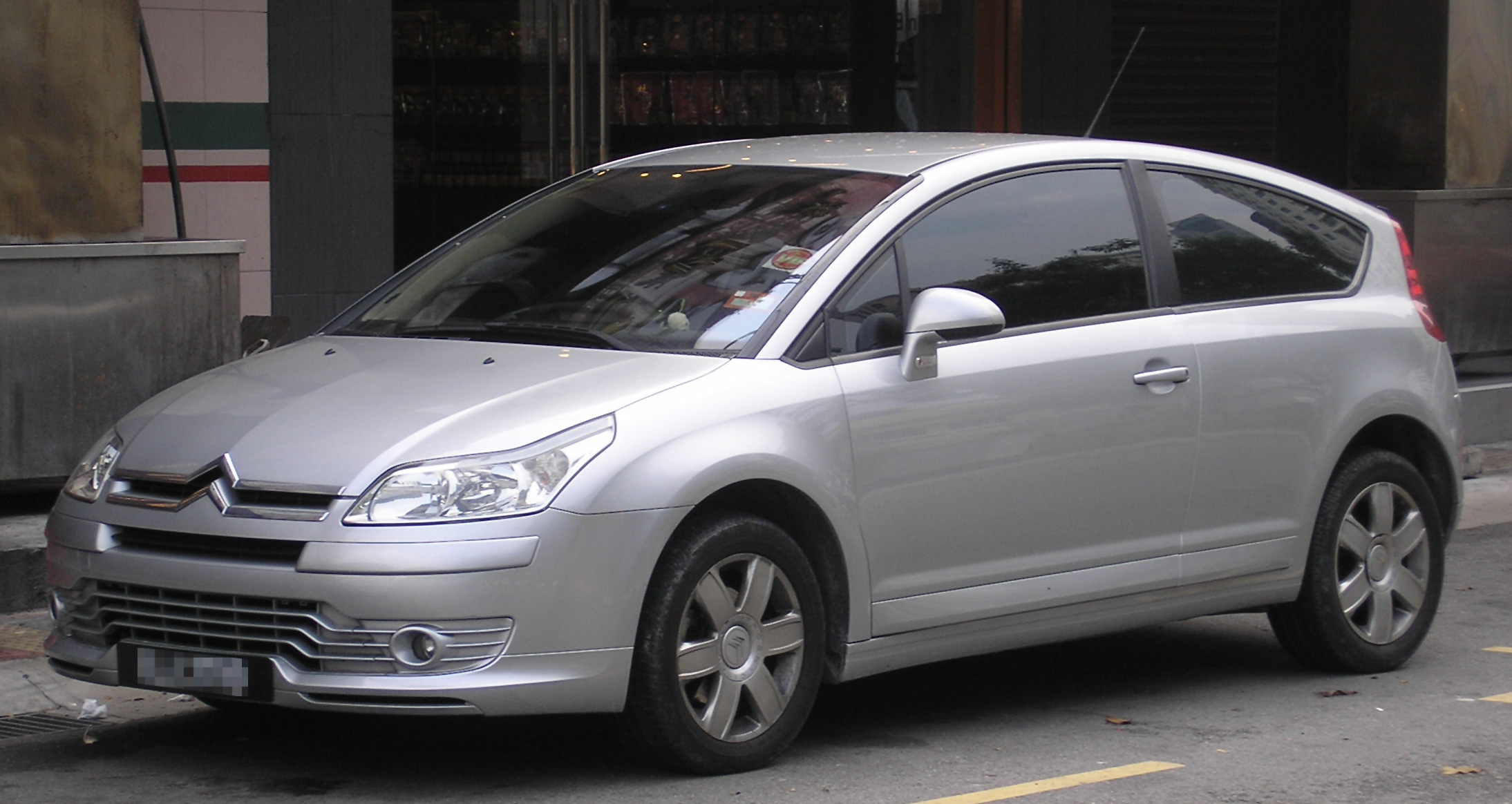
Visione frontale di una Citroen C4 Coupé

La dotazione di serie in comune a tutte le versioni comprendeva: ABS, doppio airbag frontale, airbag laterali, airbag per la testa, fendinebbia, cinture di sicurezza con pretensionatore, volante regolabile, divano posteriore sdoppiabile, sedile guida regolabile in altezza, vetri elettrici anteriori, retrovisori regolabili elettricamente, climatizzatore e poggiatesta posteriori. A parte le versioni Classique, per il resto della gamma era previsto anche l'ESP e il controllo di trazione. Le versioni con allestimento Exclusive offrivano di serie anche i sensori di parcheggio e gli interni in pelle. Tra gli optional più significativi figura il navigatore satellitare, non disponibile però per le versioni Classique, oltre al LDW (Lane Departure Warning System), un sistema che avvisa se la vettura sta oltrepassando la linea di mezzeria, ideato per prevenire i colpi di sonno.

## Evoluzione

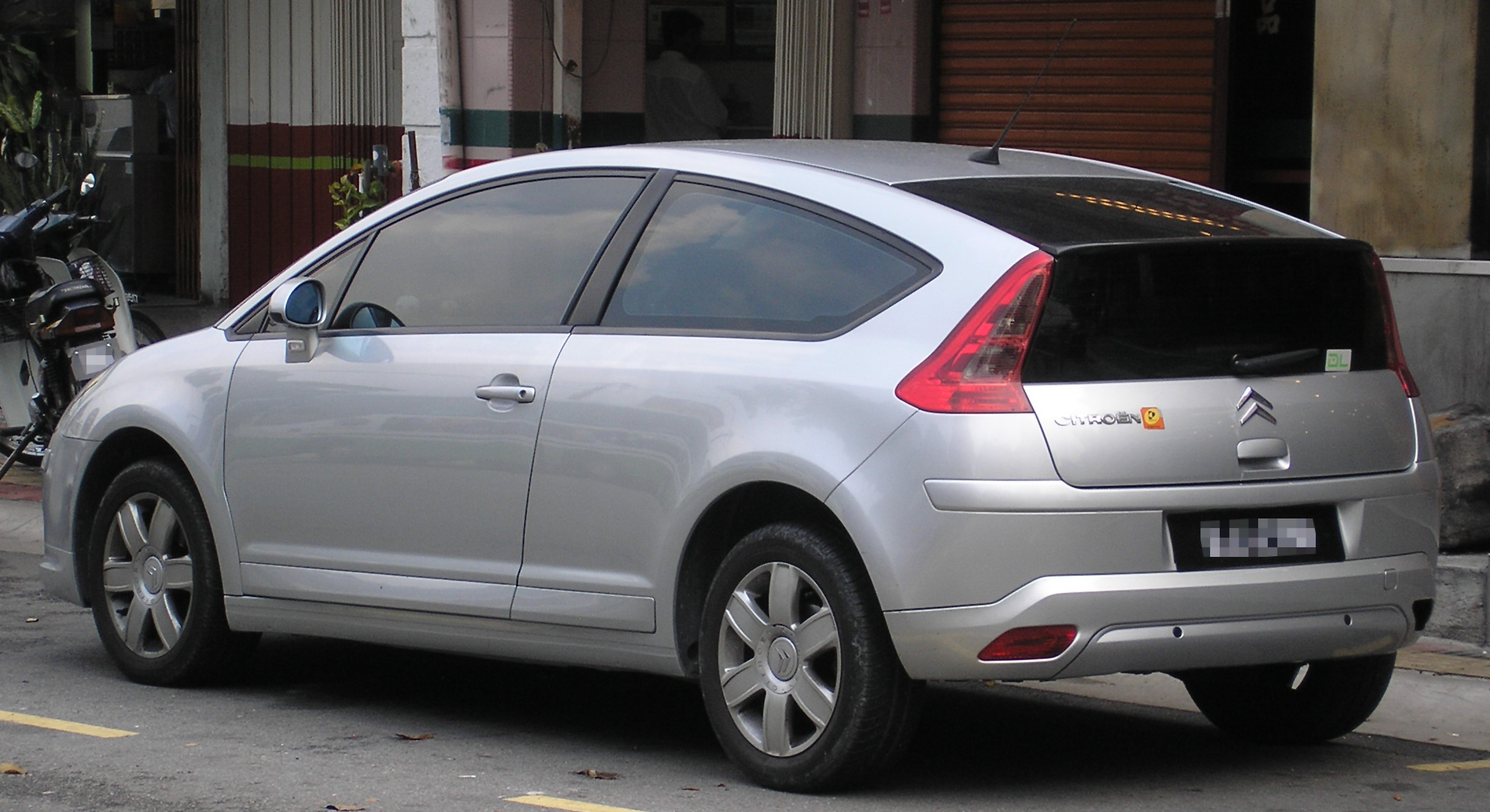
E posteriore

La produzione della C4 prima serie cominciò negli ultimi mesi del 2004, per gli esemplari di pre-serie destinati alle foto ufficiali, alle presentazioni a stampa e pubblico e per fornire i primi esemplari ai vari concessionari di tutta Europa. La commercializzazione però non iniziò prima del 2005, a prezzi identici sia per la berlina che per la coupé di pari motorizzazione e allestimento.
Pochi mesi dopo l'avvio della commercializzazione, la C4 Coupé venne offerta anche in un nuovo livello di allestimento posizionato al di sotto del livello Classique e denominato Entry. Tale livello era previsto per i motori 1.4 a benzina e 1.6 HDi da 90 CV. Inoltre, la C4 2.0 16v con cambio manuale viene cancellata dal listino.
Nel 2005 la scuola di design Espera realizzò una versione con tetto a scomparsa della C4. Denominata R-Pur, che venne anche dotata di nuovi cerchi sportivi OZ Palladio da 19" e di un nuovo terminale di scarico.
Insignita del premio World Car Design nel 2006, la C4 si confermò all'epoca come la vettura del segmento C dal design più originale. Nello stesso anno, venne lanciata la C4 Picasso, versione monovolume declinata in due versioni, a 5 e 7 posti. Sempre nel 2006 venne introdotta la C4 1.6 HDi CMP-6 con cambio robotizzato a 6 rapporti.

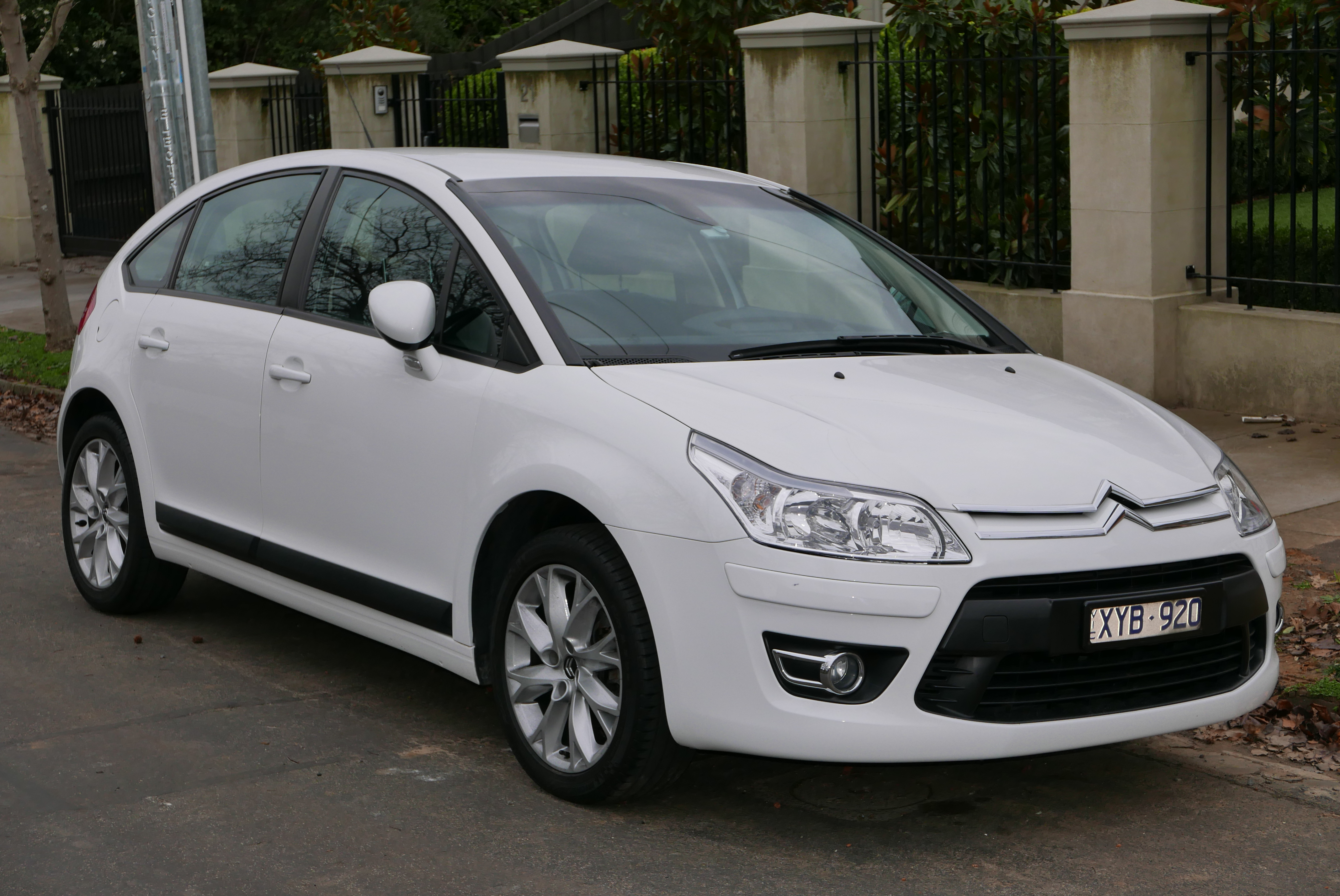
La C4 dopo il restyling del 2008

### Restyling 2008
Alla fine del 2008 le C4 berlina e coupé vennero sottoposte a un lieve restyling estetico che coinvolse prima di tutto il frontale, il quale stavolta sfoggiò una "bocca" di maggiori dimensioni e di forma trapezoidale. La calandra venne ridisegnata risultando ora leggermente incurvata. Lievi aggiornamenti ci furono anche nella coda. Il restyling comportò anche un leggerissimo allungamento del corpo vettura e fu l'occasione per altre novità. 

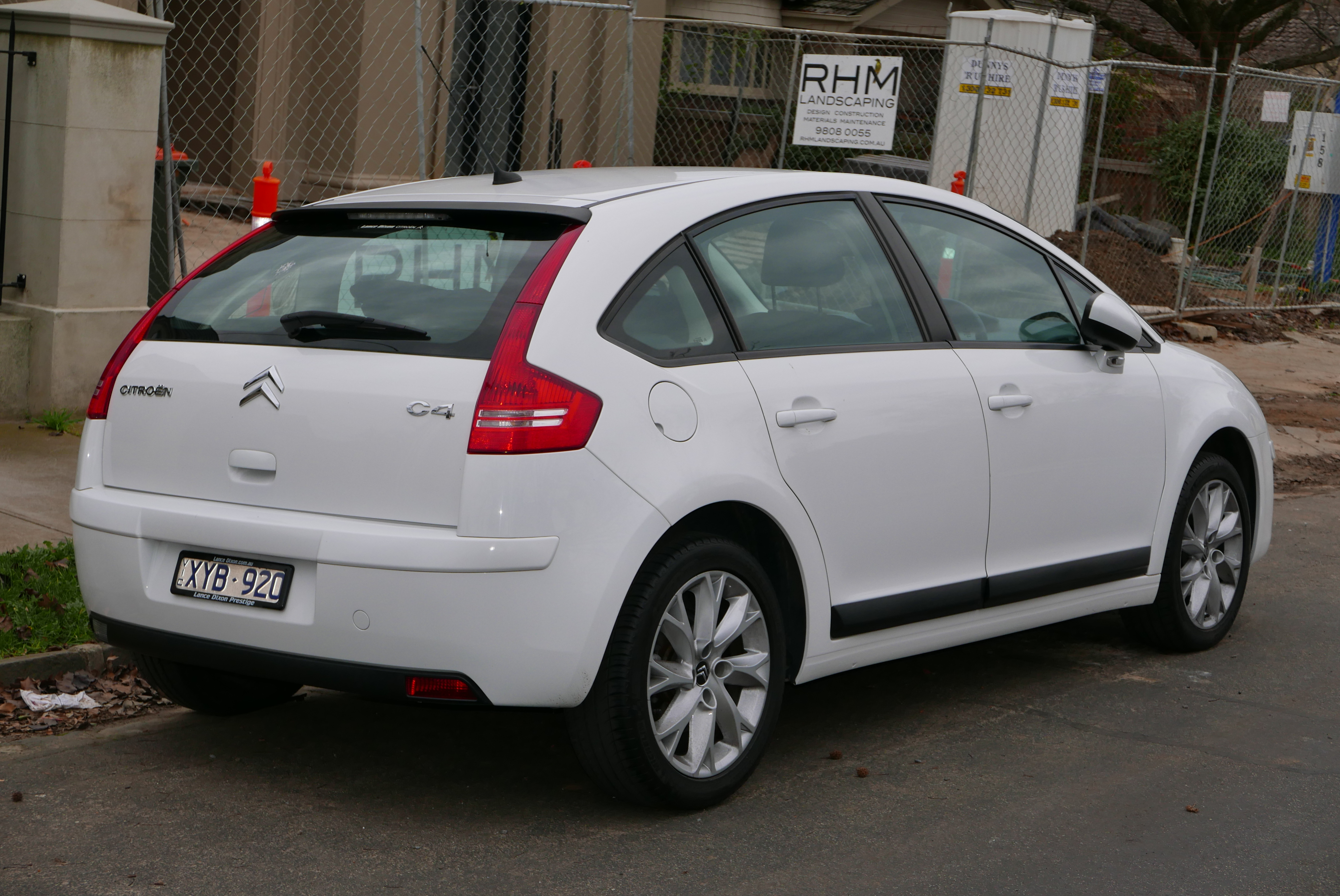

Dal punto di vista meccanico si ebbe infatti l'arrivo del 1.6 Prince, sia aspirato con variatore di fase, sia sovralimentato a iniezione diretta, già montato sulle Peugeot 207 e 308 e sulle Mini. Notevolmente migliorato anche il comfort di marcia e rivisto il listino, più semplificato e con la berlina e la coupé offerte allo stesso prezzo. In pratica, la gamma post-restyling fu a quel punto così composta:
- 1.4 16v: motore ET3 da 1360 cm³ e 73 CV;
- 1.6 VTi 16v: motore Prince da 1598 cm³ e 120 CV;
- 1.6 THP: motore Prince da 1598 cm³ sovralimentato con turbocompressore e in grado di erogare 150 CV;
- 1.6 HDi: motore DV6 da 1560 cm³ turbodiesel common rail con potenze di 90 e 109 CV;
- 2.0 HDi (solo berlina): motore DW10 da 1997 cm³ e 140 CV.

Inoltre, le versioni a gasolio sono abbinate alla tecnologia Airdream, che consente di ridurre leggermente le emissioni e/o i consumi. Per quanto riguarda gli allestimenti, era disponibile un livello base oppure un livello VTR. Spariscono quindi i livelli di allestimento, compreso il VTS e la relativa motorizzazione 2 litri da 177 CV.
La produzione della C4 prima serie terminano alla fine del 2010, mentre L'auto rimase a Listino per qualche mese, giusto per smaltire le Giacenze in stock

## Riepilogo versioni
Di seguito vengono riepilogate le caratteristiche dei modelli previsti per la C4 prima serie commercializzata in Europa.
| Modello                         | Carrozzeria     | Motore   | Cilindrata cm³ | Potenza CV/rpm | Coppia Nm/rpm  | Cambio/ Nº rapporti                 | Massa a vuoto (kg) | Velocità max | Acceler. 0–100 km/h | Consumo (l/100 km) | Emissioni CO2 (g/km) | Anni di produzione |
| Versioni a benzina              |                 |          |                |                |                |                                     |                    |              |                     |                    |                      |                    |
| C4 1.4 16v                      | berlina e coupé | ET3      | 1360           | 88/5250        | 133/3250       | Manuale a 5 marce                   | 1.182              | 182          | 12"8                | 6,4                | 153                  | 2004-10            |
| C4 1.6 16v                      | berlina e coupé | TU5JP4   | 1587           | 109/5750       | 147/4000       | Manuale a 5 marce                   | 1.200              | 194          | 10"6                | 7,1                | 169                  | 2004-08            |
| C4 1.6 16v VTi                  | berlina         | EP6      | 1598           | 120/6000       | 160/4250       | Manuale a 5 marce                   | 1.220              | 195          | 11"4                | 6,7                | 159                  | 2008-10            |
| C4 1.6 16v VTi                  | coupé           | EP6      | 1598           | 120/6000       | 160/4250       | Manuale a 5 marce                   | 1.217              | 195          | 10"                 | 6,7                | 159                  | 2008-10            |
| C4 1.6 16v THP                  | berlina         | EP6DT    | 1598           | 150/5800       | 240/ 1400-5000 | Manuale a 6 marce                   | 1.276              | 195          | 9"2                 | 6,9                | 164                  | 2008-10            |
| C4 1.6 16v THP                  | coupé           | EP6DT    | 1598           | 150/5800       | 240/ 1400-5000 | Manuale a 6 marce                   | 1.271              | 195          | 8"4                 | 6,9                | 164                  | 2008-10            |
| C4 2.0 16v                      | berlina e coupé | EW10J4   | 1997           | 136/6000       | 190/4100       | Manuale a 5 marce                   | 1.262              | 207          | 9"2                 | 7,8                | 186                  | 2004-05            |
| C4 2.0 16v aut.                 | berlina         | EW10A    | 1997           | 140/6000       | 200/4000       | Automatico a 4 rapporti             | 1.292              | 206          | 10"1                | 8,1                | 193                  | 2004-08            |
| C4 2.0 16v VTS                  | coupé           | EW10J4S  | 1997           | 177/7000       | 202/4750       | Manuale a 5 marce                   | 1.337              | 227          | 8"3                 | 8,4                | 200                  | 2004-08            |
| Versioni a gasolio              |                 |          |                |                |                |                                     |                    |              |                     |                    |                      |                    |
| C4 1.6 16v HDi                  | berlina e coupé | DV6ATED4 | 1560           | 90/4000        | 215/1750       | Manuale a 5 marce                   | 1.257              | 180          | 12"5                | 4,7                | 125                  | 2004-08            |
| C4 1.6 16v HDi Airdream         | berlina e coupé | DV6ATED4 | 1560           | 90/4000        | 215/1750       | Manuale a 5 marce                   | 1.257              | 180          | 13"9                | 4,5                | 119                  | 2008-10            |
| C4 1.6 16v HDi (110CV)          | berlina e coupé | DV6TED4  | 1560           | 109/4000       | 240/1750       | Manuale a 5 marce                   | 1.280              | 192          | 11"2                | 4,7                | 125                  | 2004-08            |
| C4 1.6 16v HDi Airdream (110CV) | berlina e coupé | DV6TED4  | 1560           | 109/4000       | 260/1500       | Manuale a 5 marce                   | 1.280              | 192          | 12"4                | 4,5                | 119                  | 2008-10            |
| C4 1.6 16v HDi CMP-6            | berlina         | DV6TED4  | 1560           | 109/4000       | 240/1750       | Automatico sequenziale a 6 rapporti | 1.280              | 192          | 11"2                | 4,5                | 120                  | 2006-07            |
| C4 1.6 16v HDi CMP-6            | coupé           | DV6TED4  | 1560           | 109/4000       | 240/1750       | Automatico sequenziale a 6 rapporti | 1.280              | 192          | 11"2                | 4,5                | 120                  | 2006-07            |
| C4 2.0 16v HDi                  | berlina e coupé | DW10B    | 1997           | 136/4000       | 320/2000       | Manuale a 6 marce                   | 1.381              | 207          | 9"7                 | 5,4                | 142                  | 2004-08            |
| C4 2.0 16v HDi Airdream         | berlina         | DW10B    | 1997           | 140/4000       | 340/2000       | Manuale a 6 marce                   | 1.381              | 207          | 10"5                | 5,3                | 139                  | 2008-10            |

## Altre versioni

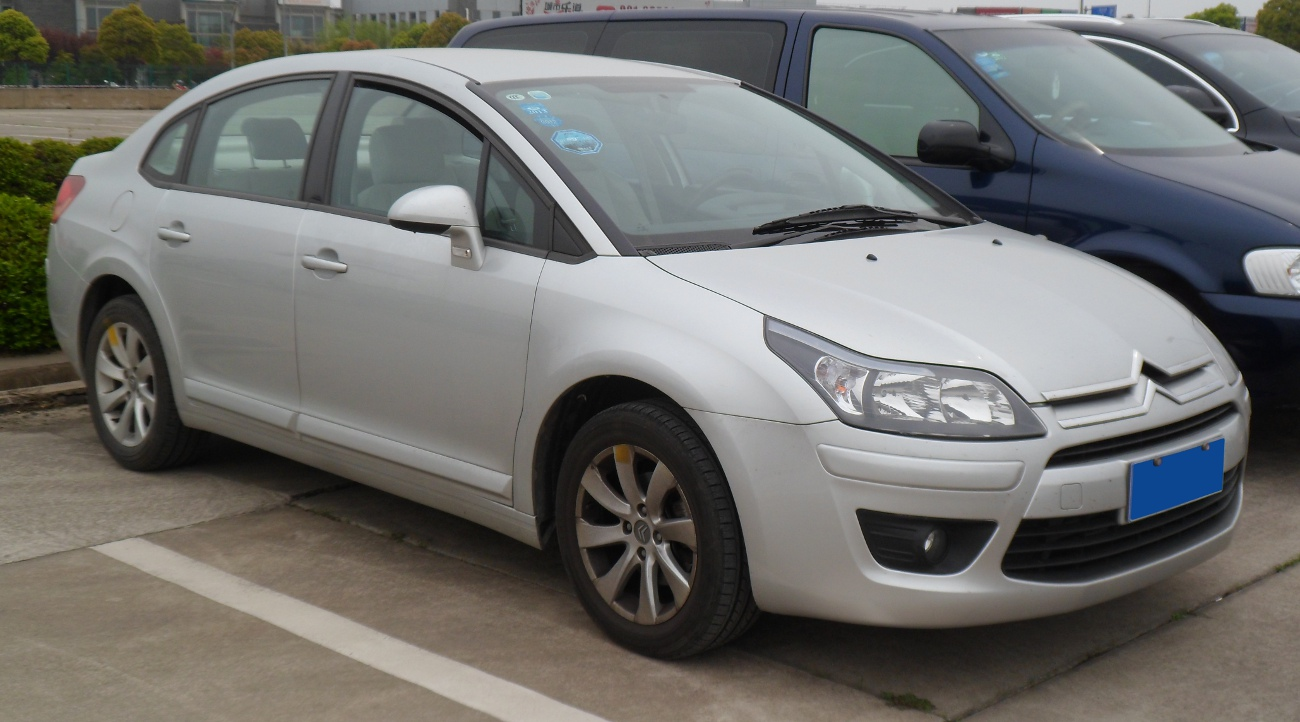
Citroën C-Quatre a tre volumi, vista anteriore (Cina)

Dal 2006, la C4 di prima generazione cominciò a essere prodotta e commercializzata nel mercato cinese: qui furono due i modelli derivati dalla C4 europea. 

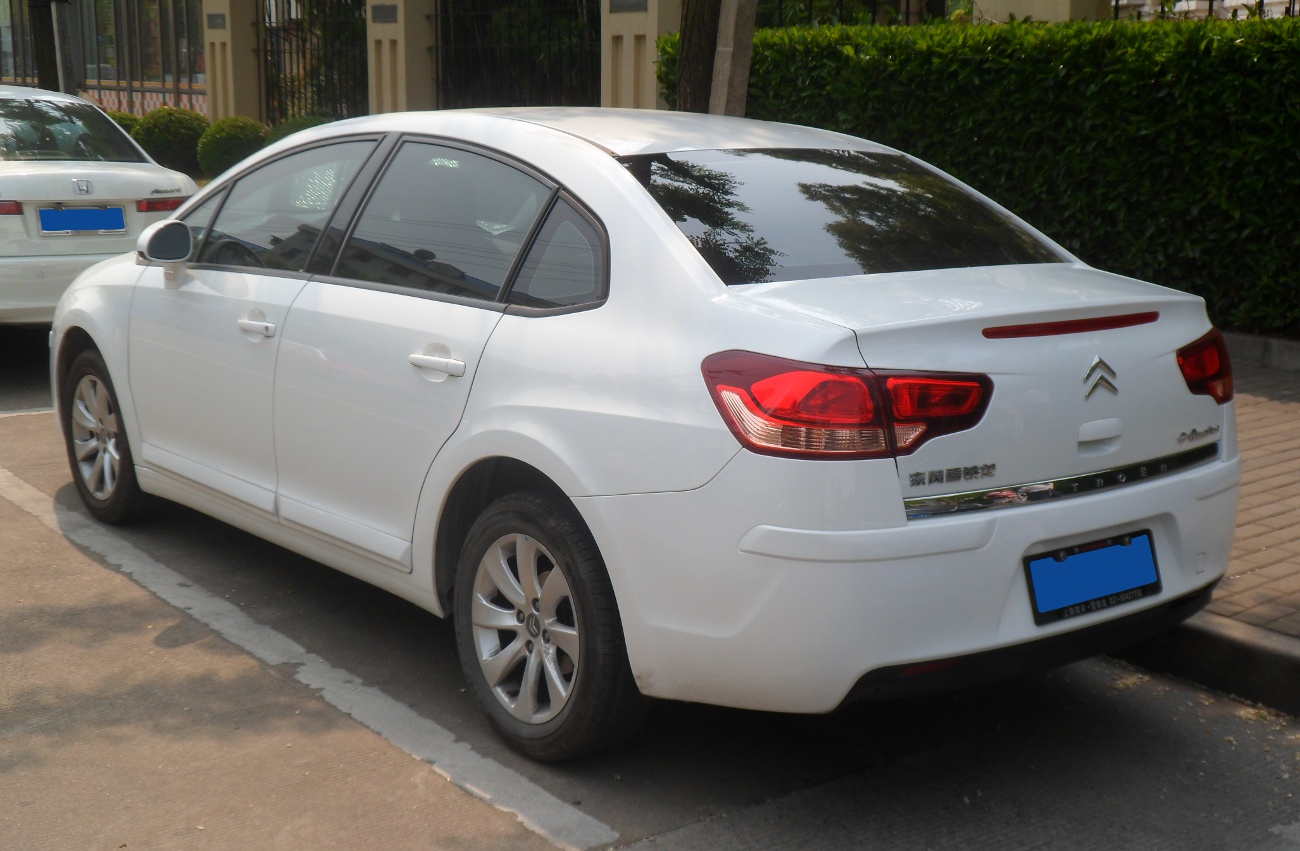
Citroën C-Quatre a tre volumi, vista posteriore (Cina)

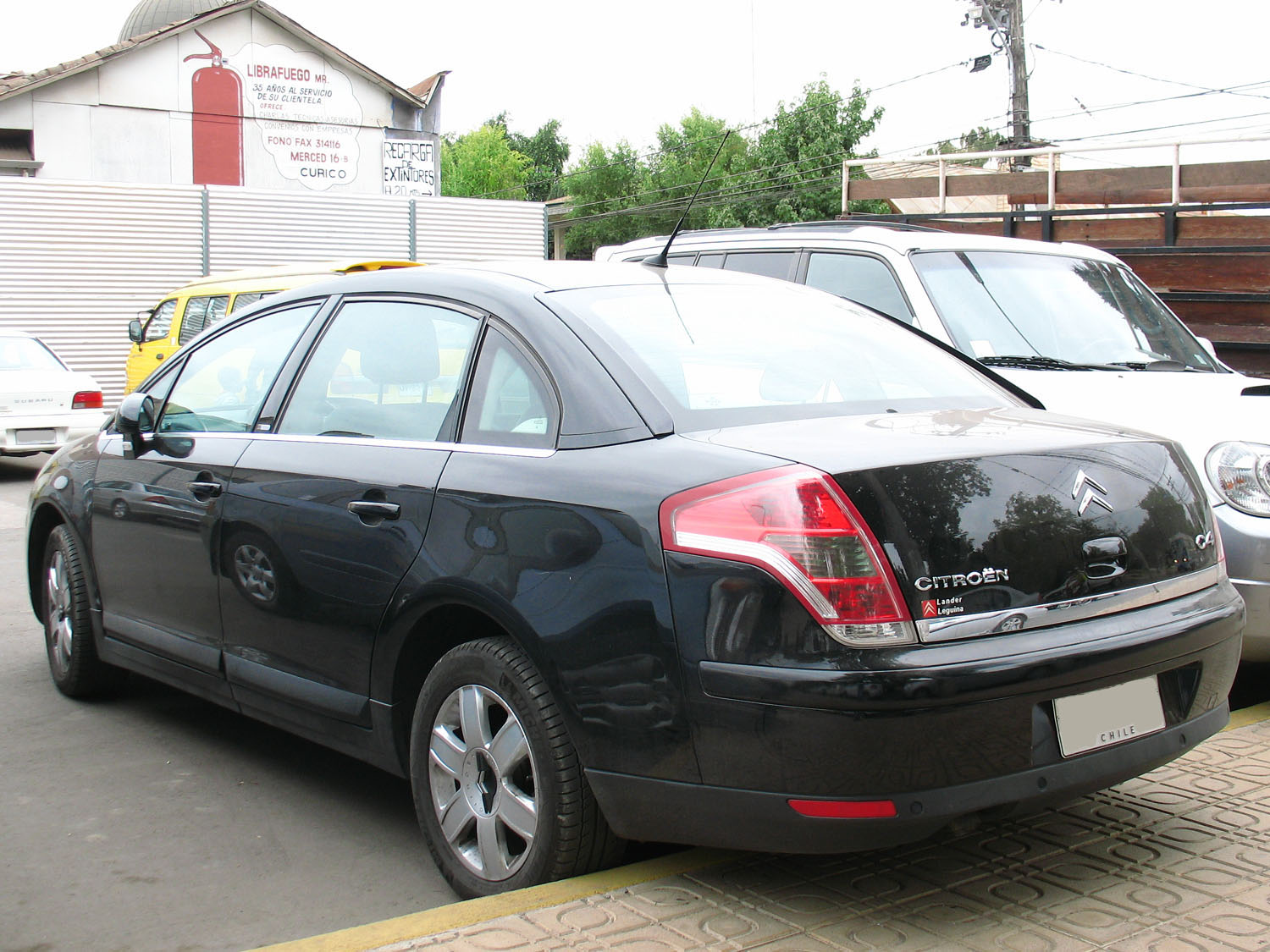
Citroën C4 Sedan (Argentina)

Il primo a debuttare fu la C-Triomphe, presentata nel 2006. Tale modello venne assemblato a Wuhan nello stabilimento della Dongfeng Peugeot-Citroën Automobiles, una joint-venture tra la casa automobilistica cinese Dongfeng e il Gruppo PSA volta a estendere gli affari del colosso francese anche in quello che si rivelerà di lì a poco il mercato più importante del pianeta. La C-Triomphe era caratterizzata dal fatto di possedere un passo allungato a 2,71 m, e non andava a sostituire i modelli Fukang ed Elysée, su base ZX, bensì a posizionarsi al di sopra di essi nella gamma Citroën locale. Con una carrozzeria a tre volumi (al cui disegno, fra l'altro contribuì Pininfarina) e una lunghezza quasi da ammiraglia (4,77 metri), la C-Triomphe andava a occupare una fascia di mercato paragonabile a quella di una vettura europea di segmento D. Molto particolare il disegno della coda, che richiamava nel taglio dei fari l'ammiraglia europea di casa, la C6, mentre lo spigolo sul lato superiore della coda ricordava la contemporanea Chrysler 300C. La vettura era equipaggiata con un 1.6 16v da 110 CV oppure con un 2 litri a benzina da 143 CV, entrambi derivati da quelli normalmente utilizzati nei mercati europei. Il motore più potente, fra l'altro, annoverava tra le sue caratteristiche la fasatura variabile. Tale motore disponeva quindi di un interessante valore di coppia massima, pari a 200 Nm, 170 dei quali erano disponibili già a 2000 giri/min. La produzione della C-Triomphe terminò nel 2014: questo modello venne sostituito dalla C4L.
Nel 2009 debuttò il secondo modello cinese derivato dalla C4, che venne ribattezzata C-Quatre, presentata al Salone di Shanghai di quell'anno, esattamente come tre anni prima per la C-Triomphe. Non venne scelta la sigla C4, perché i simboli che compongono la sigla sono interpretati in cinese come un messaggio nefasto (lo stesso numero 4 è malaugurante nella tradizione del Paese), per cui si scelse di scrivere la sigla in lettere. La C-Quatre era disponibile sia in versione a tre volumi, sia in versione a due volumi, quest'ultima corrispondente alla C4 berlina europea. La C-Quatre si posizionò al di sotto della C-Triomphe, ma appena sopra la C-Elysée, ancora su base ZX. I motori utilizzati, entrambi a benzina, erano gli stessi della C-Triomphe. La produzione della C-Quatre terminò nel 2012, quando venne sostituita dalla seconda generazione, basata a sua volta sulla seconda generazione della C4 europea.
Simile alla C-Triomphe è stata la C4 Sedan, un modello commercializzato dal 2007 in alcuni mercati del Sudamerica e successivamente anche in Spagna. Derivata dalla C4 è anche la C4 L, destinata sempre al mercato cinese e caratterizzata da una dotazione ricchissima, comprendente anche il navigatore satellitare touch screen. La produzione di questo modello, disegnato nel centro stile PSA di Shanghai, ebbe luogo invece nello stabilimento di Wuhan.